# Saint-Rémy-de-Chaudes-Aigues
Saint-Rémy-de-Chaudes-Aigues è un comune francese di 117 abitanti situato nel dipartimento del Cantal nella regione dell'Alvernia-Rodano-Alpi.

## Società

### Evoluzione demografica
Abitanti censiti